# Clavicollis nigrofuscus
Clavicollis nigrofuscus es una especie de coleóptero de la familia Anthicidae.

## Distribución geográfica
Habita en  Nepal.